# Fort Java
Fort Java war eine sogenannte Redute, also eine in diesem Fall runde kleine Schanze, die im damals niederländischen Ort Elmina an der Küste des heutigen Ghana in den späten 1820er Jahren errichtet wurde. Sie befand sich auf einem Hügel, der etwa 300 Meter nördlich des bekannten Fort Sao Jago da Mina (auch „Conraadsburg“ genannt) gelegenen ist und von den Niederländern „Cattoenberg“, also Baumwollhügel, genannt wurde. Heute ist er als Java Hill bekannt. Die teilweise im Internet anzutreffende Aussage, Fort Java sei ein anderer Name für das Fort Sao Jago in Elmina, ist nicht zutreffend.
Fort Java wurde zur Verteidigung der Stadt Elmina gegen Angriffe aus dem Hinterland an einer schmalen Stelle der nördlichen der beiden Halbinseln, auf denen die Stadt liegt, errichtet. 1855 wurde das Fort von Grund auf neu gebaut und erhielt zu Ehren der von ihrem Dienst auf der damals niederländischen Insel Java in Südostasien zurückgekehrten afrikanischen Soldaten der niederländischen Kolonialarmee (der Belanda Hitam) seinen Namen Fort Java. 1873 war die Brüstung der Anlage zerfallen und nur noch eine kleine Plattform für 6-Pfünder-Kanonen übrig.
Von Fort Java sind heute keine Ruinen mehr vorhanden.